# Verzorgingsplaats Aalsterhut
Verzorgingsplaats Aalsterhut is een voormalige verzorgingsplaats, gelegen aan de A2 Amsterdam-Maastricht nabij knooppunt Leenderheide.
De verzorgingsplaats dankte haar naam aan herberg De Aalsterhut, die sinds 1700 vooral werd bezocht door postkoetsreizigers. Van de 'hut', die rond 1925 instortte, zijn alleen nog resten van de fundering aanwezig.
Vanwege de toenemende vervuiling plaatste de gemeente Waalre begin 2006 extra prullenbakken.
Rijkswaterstaat kondigde begin 2006 aan dat de verzorgingsplaats per 25 september 2006 zou sluiten. Dit in verband met de verbreding van de A2 naar tweemaal drie rijstroken.
Bij de Aalsterhut waren naast 50 parkeerplaatsen voor auto's en 20 parkeerplaatsen voor vrachtauto's geen voorzieningen aanwezig.
A1: De Haar · Elsenerveld · Friezenberg · Jool-Hul  
A2: Proostwetering · De Rooijen · Zwartehof · Heezerhut · Aalsterhut  
A4: Leiburg · Oostvliet  
A6: De Monnik  
A9: Amstelveen · Hammerstein  
A12: Mollebos · De Heul · De Roode Haan  
A15: Zeekade · Kraaienbos · De Laar · Topsweerd · Groenendijk  
A16: Krabbenbosschen · Mastbos  
A17: Kapelberg  
A20: Aalkeet  
A27: Bosberg  
A28: Holkerveen · Nunspeet-Noord · Nunspeet-Zuid  
A50: Meilanden · Kabeljauw  
A58: Krabbenbosschen · Mastbos · Sloedam  
A59: Tollenaer · 't Vaerland  
A67: De Gender · De Blauwe Klei  
A79: Keelbos · Ravensbos  
A326: Rolenhof